# Délatif
 (avril 2013).
Si vous disposez d'ouvrages ou d'articles de référence ou si vous connaissez des sites web de qualité traitant du thème abordé ici, merci de compléter l'article en donnant les références utiles à sa vérifiabilité et en les liant à la section « Notes et références ».
En linguistique, le délatif est un cas locatif séparatif externe. Il exprime le point de départ d'un lieu géographique et plus précisément, en hongrois, aux suffixes -ról/ről, qui exprime la surface d'un support depuis laquelle un déplacement s’effectue.
Exemple :  putosin katolta (finnois) ↔ leestem a tetőről (hongrois) ↔  je suis tombé du toit (ce qui équivaut en général à un ablatif en finnois).
Le finnois connaît aussi un  cas délatif de suffixe -alta/-ältä qui ne s'utilise qu'avec un nombre limité de racines afin de produire des adverbes de lieu séparatif externe, comme muualta : depuis ailleurs.